# アウエンヴァルト
アウエンヴァルト (ドイツ語: Auenwald) はドイツ連邦共和国バーデン＝ヴュルテンベルク州レムス＝ムル郡に属す町村（以下、本項では便宜上「町」と記述する）である。この町の行政中心地はウンターブリューデン地区にある。

## 地理

### 位置
アウエンヴァルトは、自然地理区分ネッカー盆地に属すバックナンガー盆地の東端に位置している。この盆地は自然地理区分シュヴァーベン＝フランケンの森山地の一部をなすムルハルトの森に面している。町域は高度 269 m から 520 m に位置している。

### 隣接する市町村
アウエンヴァルトは、北西はバックナング、北はズルツバッハ・アン・デア・ムル、北東はムルハルト、南東はアルトヒュッテ、南西はヴァイサハ・イム・タールと境を接している。

### 自治体の構成
アウエンヴァルトは、16の村落、小集落、農場、住宅地で構成されている。この町は1970年代に、それまで独立していた4つの町村、エーバースベルク、リッポルツヴァイラー、オーバーブリューデン、ウンターブリューデンが合併して成立した。

### 土地利用
| 土地用途別面積 | 面積 (km2) | 占有率 |
| -------------- | ---------- | ------ |
| 住宅地         | 1.22       | 6.2 %  |
| 産業用地       | 0.20       | 1.0 %  |
| レジャー用地   | 0.15       | 0.7 %  |
| 交通用地       | 1.29       | 6.5 %  |
| 農業用地       | 9.74       | 49.3 % |
| 森林           | 6.63       | 33.6 % |
| 水域           | 0.12       | 0.6 %  |
| その他の用地   | 0.40       | 2.0 %  |
| 合計           | 19.75      |        |

出典: Statistisches Landesamt Baden-Württemberg

## 歴史
現在アウエンヴァルトに属している集落はいずれも、ヴュルテンベルク王国時代にはオーバーアムト・バックナングに属していた。このオーバーアムトは1938年に廃止され、新たにバックナング郡に改編された。1971年1月1日にエーバースベルクがリッポルツヴァイラーに合併した。1971年7月1日にはリッポルツヴァイラー、オーバーブリューデン、ウンターブリューデンが合併して、新たな自治体アウエンヴァルトが成立した。
ブリューデンと、現在オーバーブリューデンに属すロットマンスベルクは1245年に教皇インノケンティウス4世の文書に初めて記録されている。

## 住民

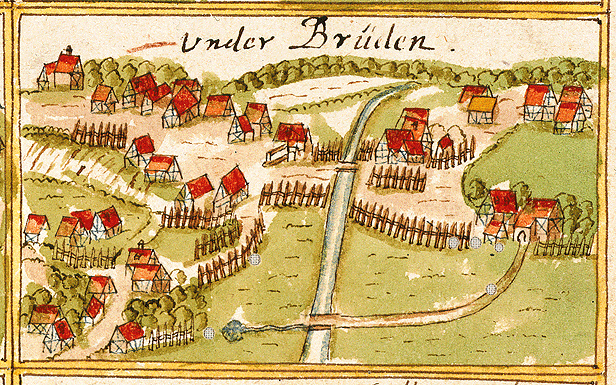
アンドレアス・キーザーの1685年の森林登録簿に描かれたウンターブリューデン

### 宗教
シェンク・フォン・ヴィンターシュテッテンが1654年にエーバースベルクで対抗宗教改革を行ったため、この地区は唯一、現在でもローマ＝カトリックが主流である。教会区としては、リッポルツヴァイラーのヘルツ＝イェズ教会と、アウエンヴァルトとアルトヒュッテのカトリック信者が所属するアウエンヴァルト＝アルトヒュッテ教会組織がある。これ以外の地区では福音主義＝ルター派が多数を占めており、オーバーブリューデン（ペータース教会）、ウンターブリューデン（クロイツ教会）リッポルツヴァイラー（ルター教会）に教会がある。さらにリッポルツヴァイラーとウンターブリューデンには、それぞれ新使徒派教会組織が存在する。

## 行政

### 議会
アウエンヴァルトの町議会は、選挙で選ばれた18人の名誉職の議員と議長を務める町長で構成されている。町長は町議会において投票権を有している。

### 姉妹自治体
- ボールペール（フランス語版、英語版）（フランス、イゼール県）1987年

## 文化と見所

### 音楽
1985年から「エーバースベルガー・コンツェルテ」と題して、エーバースベルク地区で年に3回のクラシック・コンサートが開催されている。

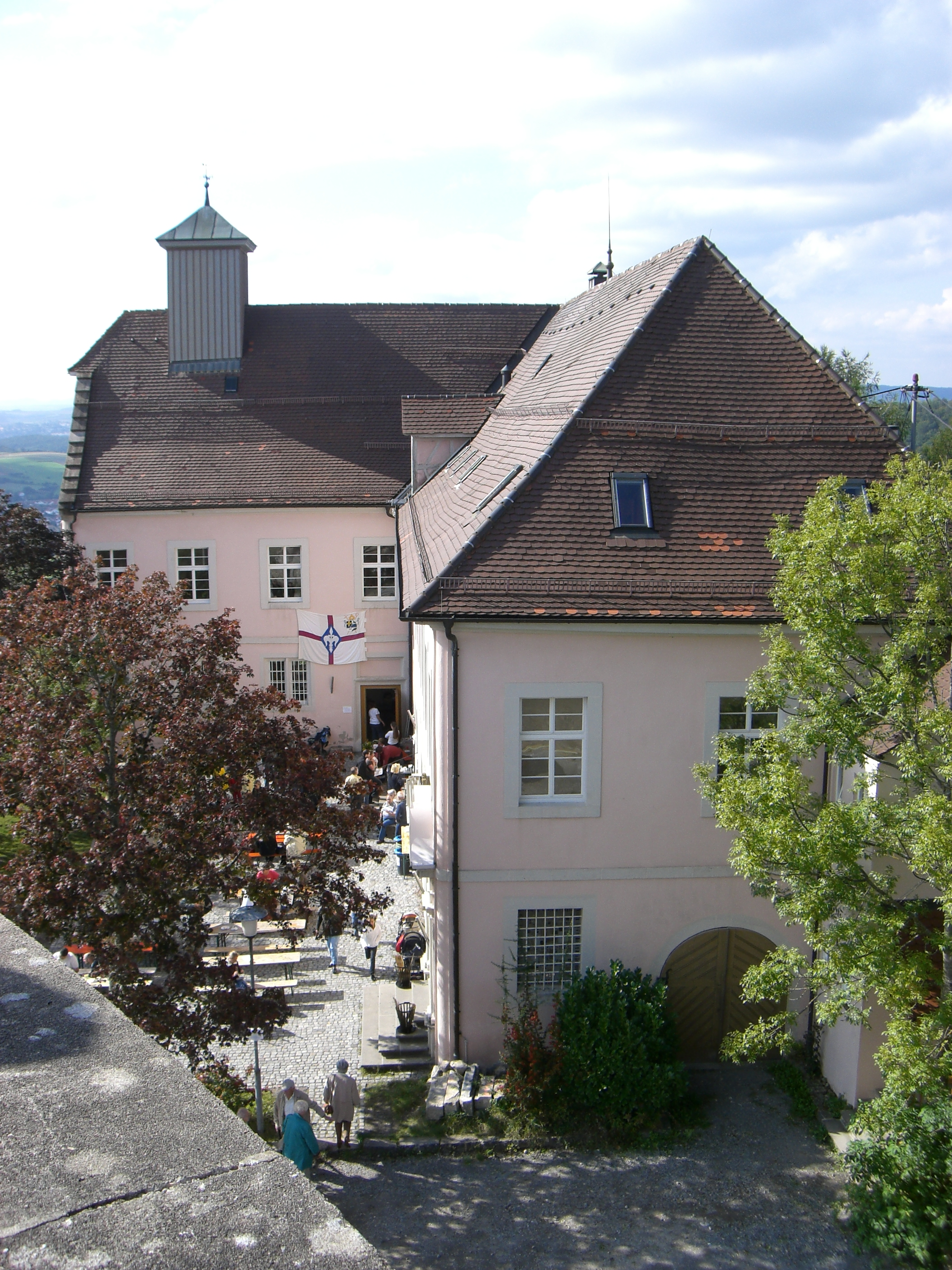
エーバースベルク城

### 建築
- エーバースベルクとリッポルツヴァイラーの高台に、シュタウフェン時代のエーバースベルク城跡がある。この城砦は1226年に初めて記録されている。1551年に2翼式の城館が建設され、現在その遺構を見ることができる。この城館は1714年に火災によって破壊された。1719年に再建された建物の中には、1966年からロッテンブルク＝シュトゥットガルト教区ドイツ聖ゲオルク・ボーイスカウト団の教育・交流施設が入居している（一般の見学は不可）。山の斜面からはヴァイスザッハー・タールを含むバックナング盆地の素晴らしい景観を望むことができる。

## 経済と社会資本

### 教育
リッポルツヴァイラー、オーバーブリューデン、ウンターブリューデンには、それぞれ1校の基礎課程学校と数園の幼稚園がある。上級の学校はヴァイスザハ・イム・タールに存在する。